# Telipna sanguinea
Telipna sanguinea är en fjärilsart som beskrevs av Carl Plötz 1880. Telipna sanguinea ingår i släktet Telipna och familjen juvelvingar. Inga underarter finns listade i Catalogue of Life.